# Mieczysław Janowski
Mieczysław Edmund Janowski (n. 16 noiembrie 1947, Zduńska Wola, voievodatul Łódź, Polonia) este un om politic polonez, membru al Parlamentului European în perioada 2004-2009 din partea Poloniei.
1. ↑  Deputații în Parlamentul European